# Martina Spitzer
Martina Spitzer (* 1962 in Hohenzell, Oberösterreich) ist eine österreichische Film- und Theaterschauspielerin.

## Leben
Martina Spitzer wuchs in Hohenzell im Innviertel auf. Ihre Theaterengagements führten sie u. a. an das Volkstheater Wien, Schauspielhaus Wien, Theater in der Josefstadt, Luzerner Theater, Landestheater Linz, Landestheater Niederösterreich, Stadttheater Klagenfurt, Festspiele Reichenau, Vorarlberger Landestheater, Rabenhof, Werk X und toxic dreams.
Sie arbeitete mit Regisseuren wie Götz Spielmann, Viktor Bodó, Ulrich Seidl, Lily Sykes, Barbara Albert, Sabine Derflinger, David Schalko, Andreas Herzog, Umut Dağ, Sebastian Schug, Lies van de Wiel, Yosi Wanunu, Zino Wey, Ludwig Wüst und Sarantos Zervoulakos zusammen.
Seit 2004 besteht eine kontinuierliche Zusammenarbeit mit der Regisseurin Susanne Lietzow und der Schauspielerin Maria Hofstätter, mit der sie zahlreiche Tourneen und Gastspielreisen im deutschsprachigen Raum unternommen hat. In den letzten Jahren entwickelten die beiden Schauspielerinnen in Zusammenarbeit mit Musikern wie Otto Lechner, Melissa Coleman, Martin Zrost, Walther Soyka, Karl Stirner auch Musikalisch-Szenische-Lesungen, u. a. 2021 Über den Umgang mit Stieren, 2016 gehen gang gegungen, 2014 Nein, diese Suppe ess‘ ich nicht, 2013 Fall Ich.
Für Ö1 war sie Sprecherin in diversen Hörspielen und Radiofeatures.
Außerdem wirkt Martina Spitzer in zahlreichen Film- und Fernsehproduktionen mit.

## Filmografie (Auswahl)
- 2004: Hurensohn – Regie: Michael Sturminger
- 2007: fortynine – Regie: Michal Kosakowski
- 2010: Tag und Nacht – Regie: Sabine Derflinger
- 2011: zero killed – Regie: Michal Kosakowski
- 2012: Tuppern (Kurzfilm) – Regie: Vanessa Gräfingholt
- 2012: Paradies: Glaube – Regie: Ulrich Seidl, Biennale di Venezia
- 2012: Braunschlag – Regie: David Schalko
- 2013: Das Haus meines Vaters – Regie: Ludwig Wüst
- 2014: Abschied – Regie: Ludwig Wüst
- 2014: Stimmen – Regie: Mara Mattuschka
- 2014: Risse im Beton – Regie: Umut Dağ, Berlinale 2014
- 2014: Tatort: Abgründe – Regie: Harald Sicheritz
- 2015: Der Metzger und der Tote im Haifischbecken – Regie: Andreas Herzog
- 2015: CopStories – Regie: Umut Dağ
- 2015: Landkrimi – Der Tote am Teich – Regie: Nikolaus Leytner
- 2017: Schnell ermittelt – Wolf Brennersdorfer – Regie: Gerald Liegel
- 2017: Baumschlager – Regie: Harald Sicheritz
- 2017: SOKO Donau – Unter Verdacht – Regie: Holger Barthel
- 2017: Licht – Regie: Barbara Albert, TIFF Toronto
- 2018: L’Animale – Regie: Katharina Mückstein
- 2018: Royalblau – Regie: Dinko Draganovic, Kurzfilm
- 2018: Von Oben – Regie: Felix Krisai, Filmfestival  Max Ophüls
- 2019: M – Eine Stadt sucht einen Mörder (Fernsehserie) – Regie: David Schalko, Berlinale
- 2019: Die Toten von Salzburg – Mordwasser – Regie: Erhard Riedlsperger
- 2021: SOKO Donau – Brandherd – Regie: Olaf Kreinsen
- 2022: Serviam – Ich will dienen – Regie: Ruth Mader, Locarno Film Festival
- 2022: Totenfrau (Fernsehserie) – Regie: Nicolai Rohde
- 2023: I AM HERE! – Regie: Ludwig Wüst, IFFR Rotterdam[1]
- 2024:  Veni Vidi Vici – Regie: Daniel Hoesl, Sundance Festival
- 2024: Slatka Simona – Regie: Igor Mirković
- 2024: Der Metzger – Mordstheater (Fernsehreihe)
- 2025: Die Toten von Salzburg – Mord in bester Lage (Fernsehreihe)
- 2025: SOKO Donau – Das Schweigen der Gartenzwerge (Fernsehserie)
- 2025: Happyland

## Theater (Auswahl)
- 2003: 2014. Eine Enthüllung, Schauspielhaus Wien
- 2004: Frauen Krieg Lustspiel von Thomas Brasch, Projekttheater Vorarlberg, dietheater Künstlerhaus Wien[2]
- 2004: TermitenStädte, Monolog von Martina Winkel, Schauspielhaus Wien
- 2006: How much Schatzi von H.C. Artmann, Projekttheater Vorarlberg, dietheater Künstlerhaus Wien
- 2011: Vieux Carré von Tennessee Williams, Projekttheater Vorarlberg, Schauspielhaus Wien
- 2012: Reigen von Arthur Schnitzler, Festspiele Reichenau
- 2012: Der ferne Klang von Gert Jonke, Garage X
- 2013: Anna und Martha. Der dritte Sektor von Dea Loher, Projekttheater Vorarlberg, Hamakom Wien[3][4][5]
- 2016: Iwanow von Anton Tschechov, Volkstheater Wien
- 2016: Mittelschichtblues von David Lindsay-Abaire, Volkstheater Wien
- 2017: Verwandlungen oder Ungern als Mensch, Akademie der Bildenden Künste Wien[6]
- 2017: Romeo und Julia von William Shakespeare, Landestheater Niederösterreich
- 2017: Alle acht Frauenrollen (Berta, Cora, Gabriele, Bianca, Emilie, Annie, Ilona, Fritzi) in Anatol von Arthur Schnitzler, Landestheater Linz[7][8][9]
- 2018: Ein Körper für jetzt und heute von Mehdi Moradpour, Schauspielhaus Wien
- 2018: Emilia Galotti von Gotthold Ephraim Lessing, Volkstheater Wien
- 2019: Lass dich heimgeigen, Vater, oder Den Tod ins Herz mir schreibe von Josef Winkler, Stadttheater Klagenfurt
- 2019: Die Migrantigen, Theater in der Josefstadt, Wien
- 2020: Meine geniale Freundin 1-4, Luzerner Theater
- 2020: Arbeitersaga, Werk X, Wien
- 2021: 3 Schwestern, Volkstheater Wien
- 2022: wannst net sterbst sehn ma uns im nächsten herbst, Theater an der Gumpendorfer Straße, Wien[10][11][12]
- 2022: Wien’s Anatomy, Volkstheater Wien
- 2023: Einfach das Ende der Welt, Kosmostheater Wien

## Auszeichnungen
- 2006: Projekttheater Vorarlberg How Much, Schatzi? Nestroy-Theaterpreis: Beste Off-Produktion
- 2011: Hörspiel des Jahres 2011 für Weiter leben. Eine Jugend von Ruth Klüger, Regie: Götz Fritsch (gemeinsam mit Maria Hofstätter)[13]
- 2018: nachtkritik-Theatertreffen: Anatol unter den 10 besten Aufführungen im deutschsprachigen Raum[8]
- 2023: Hauptpreis Bester Film beim Internationalen Filmfestival Filmadrid in Madrid für I AM HERE![14]